# 瓦科内
瓦科内（義大利語：Vacone），是意大利列蒂省的一个市镇。总面积9.14平方公里，人口262人，人口密度28.7人/平方公里（2009年）。ISTAT代码为057072。